# Thomas Chaucer
Thomas Chaucer (c. 1367 – 18 de noviembre de 1434) fue un cortesano y político inglés. Hijo del poeta Geoffrey Chaucer y su esposa Philippa Roet, Thomas tenía lazos familiares y sociales con la alta nobleza inglesa, aunque él era plebeyo. Fue elegido quince veces para el Parlamento de Inglaterra, fue presidente de la cámara de los Comunes en cinco parlamentos a lo largo del siglo XV.

## Conexiones familiares

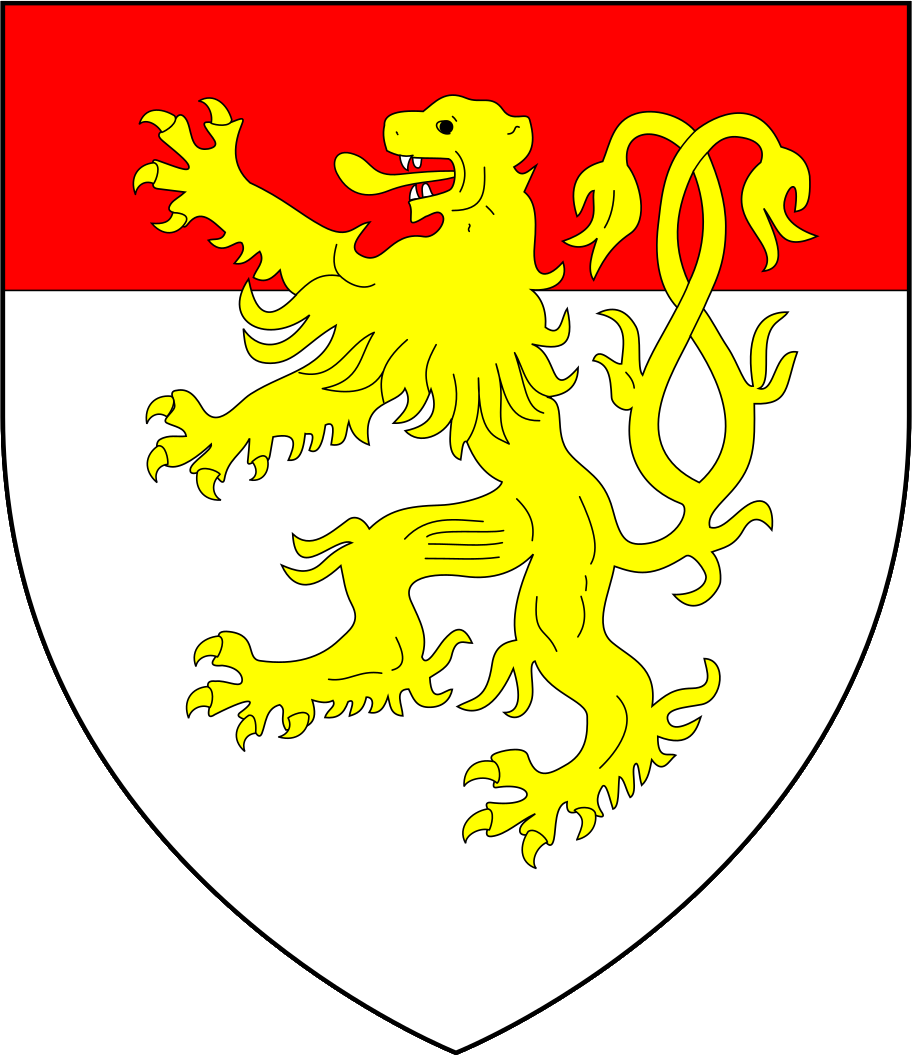
Armas de Chaucer: en campo de Plata, un león rampante con doble colao, como más tarde en cuarteles por de la Pole, el Duque de Suffolk.

Thomas Chaucer era pariente político de Juan de Gante, duque de Lancaster, por su tía Katherine Swynford. Katherine (nacido Roet) era hermana de su madre, Philippa Roet. Swynford fue amante e Gante, y luego su tercera esposa. Sus cuatro hijos, Juan Beaufort, Henry Beaufort, Thomas Beaufort y Joan Beaufort, eran primos de Thomas Chaucer, y todos prosperaron: la familia de Juan fueron condes y duques de Somerset, Henry llegó a Cardenal, Thomas se convirtió en duque de Exeter, Joan se convirtió en condesa de Westmorland y abuela de Eduardo IV y Ricardo III.
El rey Enrique IV, hijo de Juan de Gante y su primera esposa Blanca de Lancaster, era medio hermano de los primos de Thomas Chaucer. Thomas adquirió Donnington Castle para su única hija, Alice.

## Matrimonio

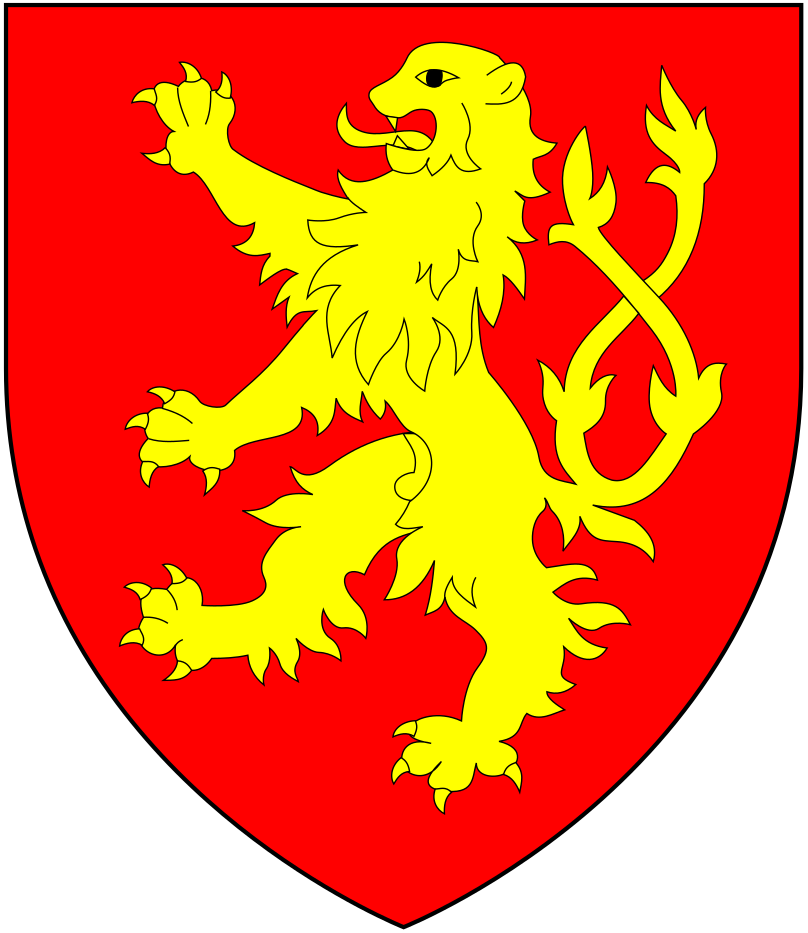
Armas de Burghersh: en campo de Gules, un león rampante de doble cola. Thomas Chaucer parece haber adoptado una brisura de estas armas, con alteración en el campo, en lugar de sus armas paternas Por pálido de plata y de gules, una curva counterchanged, como la usada por su padre, el poeta.

Siendo aún joven, Thomas Chaucer se casó con Matilde (o Maud) Burghersh, segunda hija y coheredera de Sir John Burghersh, sobrino de Enrique Burghersh (1292-1340), Obispo de Lincoln (1320-1340) y Lord Canciller de Inglaterra (1328-1330), hijo menor de Robert de Burghersh, I Barón Burghersh (m. 1305), y sobrino de Bartolomé de Badlesmere. El matrimonio aportó grandes fincas, incluyendo el señorío de Ewelme, Oxfordshire.

## Carrera
Fue Copero Mayor de Inglaterra durante casi treinta años, nombrado por primera vez por Ricardo II, y el 20 de marzo de 1399 recibió una pensión de veinte marcos anuales por su servicio al duque. Esto le fue confirmado por Enrique IV, que lo nombró condestable de Wallingford Castillo, y mayordomo de los Honores de Wallingford y St. Valery y de los Hundreds de Chiltern. En la misma época, sucedió a Geoffrey Chaucer como guarda forestal de North Petherton Park, Somerset. El 5 de noviembre de 1402, fue nombrado Copero vitalicio.
Chaucer sirvió como Alto comisario de Berkshire y el condado de Oxfordshire, entre 1400 y 1403 y como Alguacil de Hampshire en 1413. Asistió a quince parlamentos como caballero de la comarca del condado de Oxfordshire (1400-1401, 1402, 1405-1406, 1407, 1409-1410, 1411, 1413, 1414, 1421, 1422, 1425-1426, 1427, 1429, 1430-1431) y fue el Orador de la Casa cinco veces, una hazaña que no superada hasta el siglo 18. Fue elegido portavoz en el parlamento, que se reunió en Gloucester, en el año 1407. Fue elegido de nuevo en 1410 y 1411 y de nuevo en 1414. El 23 de febrero de 1411, la reina le dio el señorío de Woodstock y otros estados durante su vida, y el 15 de marzo, el rey se los asignó después de la muerte de la reina.
En 1414, se le encomendó como domicellus, la misión de tratar el matrimonio de Enrique V, y a tomar homenaje al Duque de Borgoña. Un año más tarde sirvió con el rey de Francia, aportando 12 hombres en armas, y 37 arqueros. No estuvo presente en la batalla de Agincourt, ya que fue enviado de vuelta a Inglaterra, enfermo tras el asedio de Harfluer. Se desconoce si estaba realmente enfermo, o fue una excusa para volver a Inglaterra. Sus hombres lucharon en Agincourt. En 1417, formó parte de las negociaciones de paz con Francia.
A la ascensión de Enrique VI parece haber sido sustituido como copero jefe, pero recuperó el cargo poco después. En enero de 1424, fue nombrado miembro del consejo, y al año siguiente fue uno de los comisionados para decidir una disputa entre el Conde Mariscal y el conde de Warwick, sobre prioridad. En 1430-1431, fue nombrado albacea del testamento de la duquesa de York, siendo muy rico en aquel momento.
Thomas Chaucer murió en Ewelme Palace en la población de Ewelme, el condado de Oxfordshire, el 18 de noviembre de 1434, y está enterrado en la iglesia de santa María en el pueblo.

## Familia
La única hija de Thomas, Alice casó con William de la Pole, duque de Suffolk y su nieto Juan de la Pole, Conde de Lincoln fue designado heredero de Ricardo III. Juan murió en batalla y varios de sus hermanos fueron posteriormente ejecutados después de que Ricardo perdiera el trono. Entre sus descendientes están los condes de Rutland y Portmore, William Parker, Barón Monteagle, que frustró el Complot de la Pólvora y Sir Francis Sacheverel Darwin (por su madre, Elizabeth Collier, hija natural del Conde de Portmore).